# Les Pavillons-sous-Bois
Les Pavillons-sous-Bois település Franciaországban, Seine-Saint-Denis megyében. Lakosainak száma 24 872 fő (2022. január 1.). Les Pavillons-sous-Bois Aulnay-sous-Bois, Livry-Gargan, Bondy, Le Raincy és Villemomble községekkel határos.

## Népesség
A település népességének változása:
| Lakosok száma | 22 680 | 23 356 | 23 836 | 23 962 | 23 960 | 23 898 | 23 904 | 24 165 | 24 872 |
|               | 2013   | 2015   | 2016   | 2017   | 2018   | 2019   | 2020   | 2021   | 2022   |